# Cynoglottis
Cynoglottis es un género de plantas con flores perteneciente a la familia Boraginaceae. Comprende 4 especies descritas y de estas, solo 2 aceptadas.

## Taxonomía
El género fue descrito por (Gusul) Vural & Kit Tan  y publicado en Notes Roy. Bot. Gard. Edinburgh 41(1): 71. 1983

## Especies aceptadas
A continuación se brinda un listado de las especies del género Cynoglottis aceptadas hasta septiembre de 2013, ordenadas alfabéticamente. Para cada una se indica el nombre binomial seguido del autor, abreviado según las convenciones y usos.
- Cynoglottis barrelieri (All.) Vural & Kit Tan
- Cynoglottis chetikiana Vural & Kit Tan